# Albert Giraud
Pour les articles homonymes, voir Giraud.
Marie Émile Albert Kayenbergh, dit Albert Giraud, né à Louvain le 23 juin 1860 et mort à Schaerbeek le 26 décembre 1929, est un poète symboliste belge d'expression française.

## Biographie
Marie Emile Albert Kaijenbergh est né à Louvain le 23 juin 1860 de Catherine Antoinette Kaijenbergh, âgée de 40 ans, célibataire et sans profession. Les grands-parents maternels de l'enfant, Pierre Kaijenbergh, cordonnier, et Catherine Angeline Dehain, couturière, résidaient tous deux à Louvain où ils s'étaient mariés en 1819. 
En 1866, Catherine Antoinette Kayenbergh est mentionnée dans les registres de la population de Louvain comme étant née à Louvain le 3 mai 1820, résidant au n° 166 de la rue de la Station, et exerçant la profession de marchande de cigares, avec sa sœur Isabelle Claire Barbe, née dans la même ville le 15 février 1822 et exerçant la même profession. Dans ces registres, sont mentionnés comme faisant partie de son ménage, les deux fils naturels de Catherine Antoinette, à savoir  Marie François Louis Kayenbergh, né à Louvain le 3 décembre 1849 et qui sera sous-lieutenant au dixième régiment de Chasseurs à pied lorsqu'il épousa à Louvain en 1871 Cécile Albertine Franquin, et Marie Emile Albert Kayenbergh né à Louvain en 1860. Ces mêmes registres de la population mentionnent également dans ce ménage Henri Gustave Kayenbergh, qui sera plus tard arpenteur et également marin sur un navire de commerce belge, né à Kessel-Lo le 6 décembre 1846, fils naturel d'Isabelle Claire Barbe. Le jeune Albert, après le départ de son frère aîné et de son cousin, habitera plus tard avec sa mère et sa tante au n° 94 de la rue Marie-Thérèse à Louvain. Enfin, en mars 1882, il quitte Louvain, et le n° 53 de la rue Juste Lipse où il habitait, pour Bourg-Léopold alors que sa mère, qualifiée de rentière, et sa tante quittent la ville et ce même domicile en février 1890 pour aller habiter au n° 4 de la rue Vanderlinden à Schaerbeek. C'est là que Catherine Kayenbergh mourra en août 1895.   
Albert Giraud entame des études de droit à l’université catholique de Louvain, où il fréquente Iwan Gilkin, Émile Verhaeren et Max Waller. Ne pouvant poursuivre ses études, il exerce le métier de journaliste. Il est rédacteur pendant plus de 43 ans au journal L'Étoile Belge. Cofondateur de La Jeune Belgique qu'il dirigea après la mort de Max Waller, il y défend « l’art pour l’art » contre « l’art social » que prône Edmond Picard dans la revue L’Art Moderne. Les deux hommes se battent en duel en 1885, Picard approchait de ses cinquante ans et Giraud en avait 25 de moins. Il fut avec Valère Gille et Iwan Gilkin, le représentant le plus remarquable du mouvement parnassien dont il appliqua les rigoureux préceptes, tout en traduisant « une sensibilité décadente éprise de visions somptueuses ». Albert Giraud fut, les dernières années de sa vie, bibliothécaire en chef au Ministère de l'Intérieur. 
Hors du siècle, paru en 1888 et en 1894, avec la version définitive en 1897, est considéré comme son chef-d'œuvre, notamment pour ses vers sonores et expressifs. Ultérieurement, Les Dernières Fêtes, recueil paru en 1891, et Héros et Pierrots, paru en 1898, sont empreints du même lyrisme. 
Il fut cependant peu compris, et est resté dans une certaine obscurité .
En 1920, il devient l'un des premiers membres de l'Académie royale de langue et de littérature françaises de Belgique. Devenu aveugle les dernières années de sa vie, il meurt le 26 décembre 1929 à Schaerbeek. Il repose au Nouveau cimetière de Schaerbeek, cimetière situé à Evere.  
Arnold Schönberg a mis en musique 21 poèmes de son recueil Pierrot lunaire (1884) dans Dreimal sieben Gedichte aus Albert Girauds « Pierrot lunaire », joué pour la première fois à Berlin en 1912 et considéré comme l'une de ses œuvres majeures. Joël Pommerat et Oscar Bianchi ont utilisé deux strophes de « Valse de Chopin », l'un des poèmes de Pierrot Lunaire, dans leur opéra Thanks to my eyes créé au festival international d'art lyrique d'Aix en provence le 5 juillet 2011.

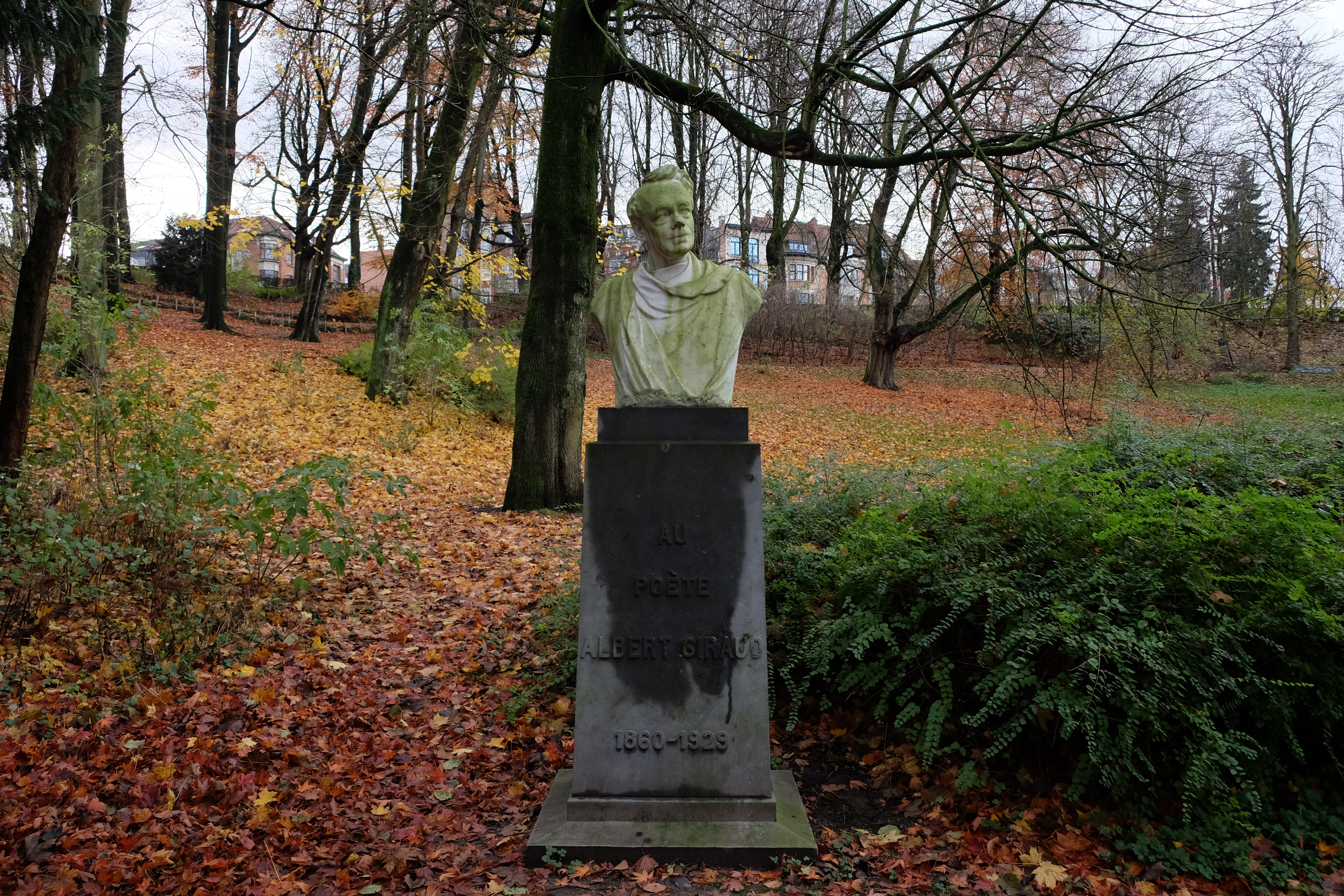
Mémorial au Parc Josaphat

## Œuvres
- Pierrot lunaire : Rondels bergamasques (1884)
- Pierrot Narcisse songe d'hiver, comédie fiabesque (1887)
- Hors du siècle (1888, éd. définitive, 1897)
- Les Dernières fêtes (1891)
- Héros et pierrots (1898)
- La Guirlande des dieux. Le Sang des roses. Poèmes anciens et nouveaux (1910, prix Archon-Despérouses[14])
- La Frise empourprée. La Guirlande des Dieux. Le Sang des roses (1912)
- Le Laurier (Bruxelles - 1919)
- Le Concert dans le Musée (Prix triennal du théâtre 1926)

## Hommages et distinctions
La commune de Schaerbeek où il est décédé lui a dédié une rue, l'Avenue Albert Giraud . 
Son buste, œuvre du sculpteur Victor Rousseau, orne le parc Josaphat. Il a aussi un buste, réalisé par Victor Rousseau, au parc Saint Donat de Louvain.
Il a reçu les distinctions suivantes:
- Grand officier de l'ordre de la Couronne ;
- Commandeur de l'ordre de Léopold ;
- Officier de la Légion d'honneur.